# Pholidota guibertiae
Pholidota guibertiae är en orkidéart som beskrevs av Achille Eugène Finet. Pholidota guibertiae ingår i släktet Pholidota och familjen orkidéer. Inga underarter finns listade i Catalogue of Life.